# Xã St. George, Quận Pottawatomie, Kansas
Xã St. George (tiếng Anh: St. George Township) là một xã thuộc quận Pottawatomie, tiểu bang Kansas, Hoa Kỳ. Năm 2010, dân số của xã này là 3.415 người.